# 比基尼

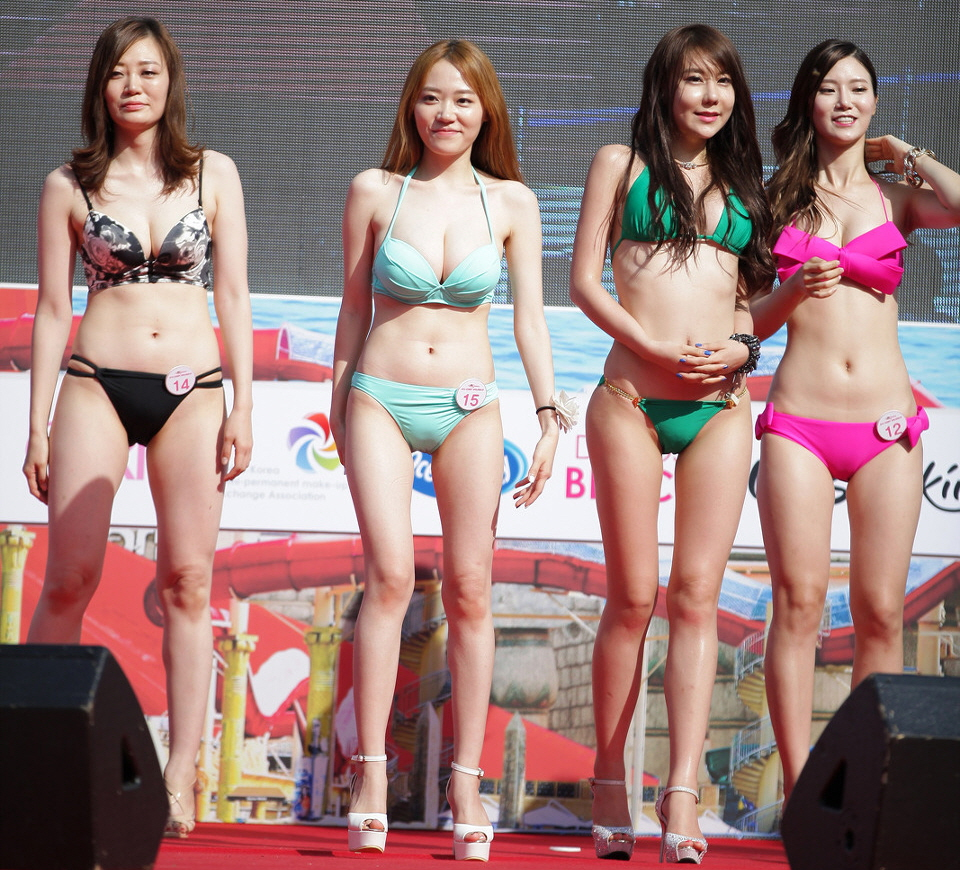
韓国比基尼比赛

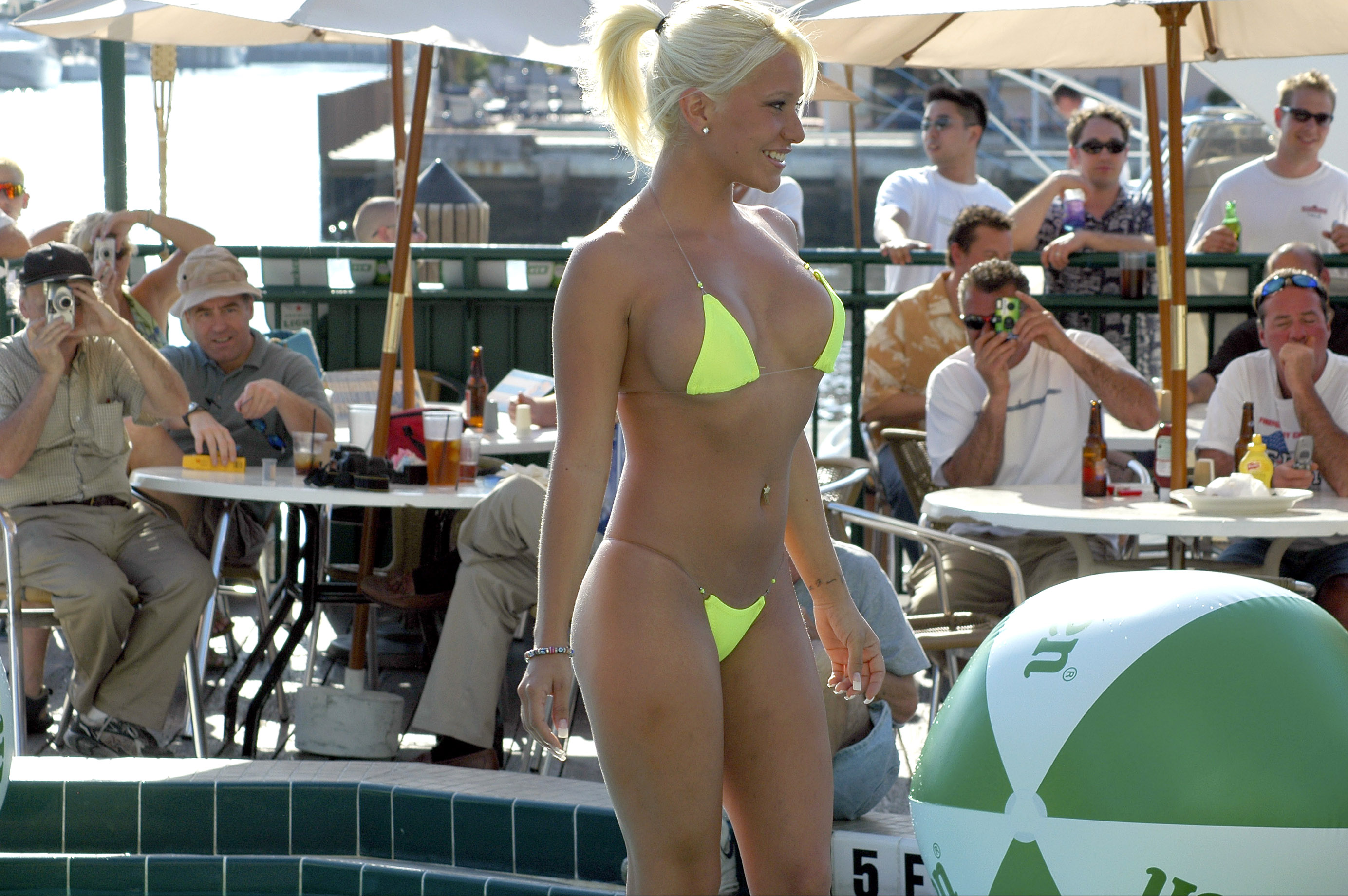
美国比基尼比赛

比基尼（英語：bikini），也稱「三點式」，是一種兩件式的泳裝款式，上半件為類似胸罩的两片三角形布料，覆盖着女性上身的乳房，下半件為類似內褲的两片三角形布料，覆盖着女性下身前方的鼠蹊部和后方的臀部，另外也有不覆蓋臀部的G弦裤或丁字裤款式。
“比基尼”一词于1946年由比基尼的发明者巴黎工程师路易斯·雷德创造。他以试爆过原子弹的比基尼环礁的名字命名此件性感又暴露的泳衣，藉此來創造如同于核爆炸的震撼力、吸引力和話題。比基尼的性感象徵以及自由奔放的風氣，成为主要流行文化的一部分，在絕大多数国家的海滩和公共场所經常可見。
從1960年代起，比基尼型式的沙滩装、泳装和内衣等开始在世界各国快速流行。它是選美活動的熱門泳衣，也是沙滩排球和健美等运动项目的常见运动服，比基尼成為重要的性感象徵。比基尼推动了精细行业的发展，如比基尼脱毛和日光浴。

## 词源
尽管古典时代存在过两件式泳衣的设计，但现代设计首次吸引公众注意是在1946年7月5日的巴黎。法国机械工程师路易斯·雷德推出了一种被他命名为“比基尼”的设计，名字源自太平洋的比基尼环礁，作为十字路口行动的一部分，四日前美国在那里启动了和平时期首次核武器试验。雷德希望他的暴露式泳衣设计能创造出如同于比基尼环礁核爆的震撼力、吸引力和话题以及“爆炸性的商业及文化反应”。
“比基尼”一词出現後被分解出拉丁文前缀（意為「二」）如同和。此词由1964年创造出上空比基尼的设计鲁迪·简莱什首次推导成两部分（bi+kini）。后来像坦基尼（tankini）、三点式泳衣（trikini）等用以设计进一步增强了这一错误的假设。随着时间的推移“基尼家族”（由作家威廉·萨菲尔提出的概念），包括“ini姐妹”（由设计师安·科尔提出）扩展至各类泳装，并经常诞生创新的词汇，如（也称或）、（也称）、和。词典编纂者苏西·登特的《语言报告》（The Language Report）于2003年由牛津大学出版社出版，该书认为透过观察发现和等新词是的变种。

## 历史

### 古典时代

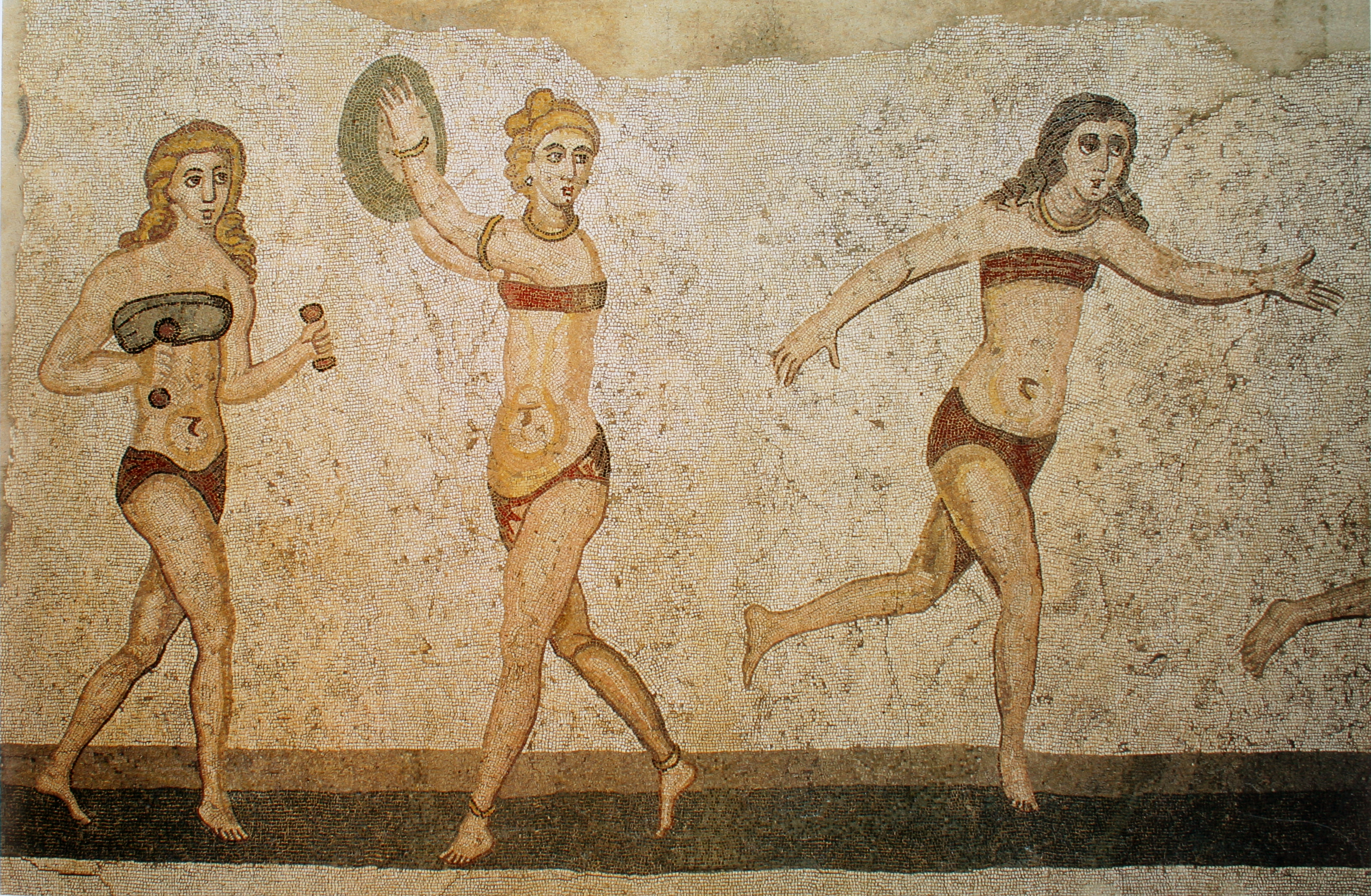
西西里岛古罗马卡萨尔的古罗马别墅（公元前286-305年）是最早的比基尼的例证之一。

考古学家詹姆斯·梅特拉称最早的比基尼类服饰出现在铜石并用时代（约公元前5600年）的安纳托利亚加泰土丘，当地的母爱女神被描绘成跨过两头豹，穿着类似于比基尼的古装。两件式泳装可追溯到希腊-罗马时期，当时的瓮和绘画把女运动员描绘成穿着类似比基尼的衣服，其历史可追溯至公元前1400年。
西西里岛一间罗马时期别墅的地板上有一块名为《冠军的加冕》（Coronation of the Winner）戴克里先时期（公元286年-305年）的马赛克，其中参加举重、铁饼和球类运动的年轻女子，穿着比基尼般的服装（从技术上来说是现代词汇中的bandeaukinis）。这块马赛克在卡萨尔的古罗马别墅中被发现，上面有十位在考古学上被戏称为“比基尼美女”的少女。其他罗马时期的出土文物所描绘的女神维纳斯也穿着类似的服装。在庞贝古城的维纳斯之家（Casa della Venere）、朱莉婭·菲利克斯之家的窗台和洛雷乌斯·提布鲁汀乌斯之家的中庭花园，都可以看到穿着比基尼的维纳斯。

### 泳衣先驅
西方基督教不提倡在户外游泳或洗澡，因此直至18世纪才有游泳或泳衣的需求。18世纪的浴袍是一件松散的长及脚踝的全袖型衬衫式礼服，由羊毛或法兰绒制成，保留覆盖面和谦逊性。
1907年，澳大利亚游泳者和演员安妮特·凯勒曼（Annette Kellerman）因在波士顿海滩上穿着合身无袖一件式针织脖子包到脚趾的泳衣，一种她家乡苏格兰的服饰，尽管到1910年该服饰被部分欧洲国家接受为女性泳衣。1913年，设计师卡尔·詹特伦率先制造出两件式泳衣。受到女性可参加奥运会的灵感启发，他设计了一款下身为短裤、上身为短袖衣的泳衣。
20世纪20、30年代，人们开始从浴室及水疗中心的“亲近水”转为“亲近阳光”，泳衣的设计亦从功能性考虑转变成结合更具装饰性特点。20世纪20年代的紧身泳衣以使用人造纤维，但它的耐用性，尤其是在潮湿时就暴露出问题。泽西布和丝绸也有用到。到了20世纪30年代，制造商们降低了背部的领口，去掉袖子，加固了两侧。随着新型服装材料的发展，尤其是乳胶和尼龙的出现，泳衣开始亲近人体，带有可以用于日光浴的肩带。
20世纪30、40年代的女性泳衣结合了对腹部的日益暴露。20世纪40年代末到50年的青少年杂志出现了露脐套装和上衣的蕾丝设计。然而，露脐装被表述成仅能用于海滩和非正式活动，在公众面前穿着不雅观。好莱坞在电影中认同了这种新的魅力，如埃丝特·威廉斯在电影《洛水神仙》中的挑衅性衣着被称为“Double Entendre”或“Honey Child”等衣服。
二战时期的战时生产需要大量的棉、丝、尼龙、羊毛、皮革和橡胶。1942年，美国战时生产委员会颁布L-85法规，減少使用天然纤维的服装，规定減少妇女沙滩装面料产量减少10%。为了遵循规定，泳装制造商取代了裙摆及其它部件，同时增加了两件式露脐装泳衣的产量。同时，所有泳衣的需要下降，人们對去海边的兴趣不大，尤其在欧洲。

### 现代比基尼
织物仍然短缺，泳衣销售正努力重振，两名法国设计师雅克·海姆（Jacques Heim）和路易斯·雷德（Louis
Réard），几乎在1946年同时推出了其新款两件式泳衣。5月，海姆在巴黎展示了被他称为“原子弹”（atome）两件式泳衣，名字来自已知最小粒子。他将“原子弹”标榜为世界上“最小的泳衣”。7月，雷德创设了一种被他称为“比基尼”两件式泳衣设计来与其竞争。
尽管比20世纪30年代的两件式泳衣要短，海姆设计中的底部仍然覆盖着穿着者的肚脐。雷德的比基尼则突破了海姆的“原子弹”所追求的简洁。他的服装创造出一款胸罩和两片带有报纸印记的三角形布料，二者由条带连接。他将海姆的下身设计切开。比基尼用布总面积200平方厘米，被标榜为“小於最小的泳衣。”但后来由于没有找到愿意展示此暴露设计的模特，雷德就聘请了巴黎赌场一名19岁的脱衣舞者米歇莲·贝尔纳迪尼。贝尔纳迪尼收到了5万名粉丝的来信，其中不乏男性。
雷德表示“比基尼如原子彈，小而具破壞力。”时装作家戴安娜·弗里兰譽比基尼成为“时尚界的原子弹”，另有論者認為比基尼像核爆餘生之衣著。在广告中雷德宣传兩件頭泳衣并不是真正的比基尼，“除非它可穿過婚戒”。法国《费加罗报》写道，“人们渴望大海和阳光的简单快活。对于女性们来说，穿着比基尼标志着一种第二次解放。这可跟性无关。它反倒是一场活動，庆祝自由和生活乐趣回归。”
海姆的“原子弹”更切合20世纪40年代的分寸，影響力大於雷德之設計。但雷德的设计随着时间推移赚到了公众的想象力。尽管海姆的设计首次在沙滩上出现，卖出了很多泳衣，但雷德对两件式泳衣的描述流傳後世。现代比基尼首次采用棉和泽西布。

### 社会抵抗
尽管服装最初在法国获得成功，但全球的女性仍然坚持穿传统的一件式泳衣，导致雷德的销售停滞，于是他回归正统短裤的设计和销售。1950年，有大量市场的泳装公司Cole of California的老板、美国泳装巨头弗雷德·科尔告诉《时代》杂志，他“同情但蔑视法国著名的比基尼。”雷德自己后来将它形容为“两件式泳衣使女孩除了母亲的娘家姓之外全都暴露。”时尚杂志《当代女孩杂志》（Modern Girl Magazine）于1957年表示“几乎没有必要赘言比基尼，因为任何有才华和端庄的女孩去穿这种东西是不可想象的。
1951年，埃里克·莫利举办比基尼选美大赛（Festival Bikini Contest），泳衣获得了在当年的英国艺术节上宣传的机会。媒体对这一场面表示欢迎，把它称为“世界小姐”大赛（Miss World），而这一名号被莫利注册为商标。瑞典人冠军琪琪·哈坎森获得加冕。之后，哈坎森受到教宗庇护十二世谴责，而西班牙和爱尔兰遭到威胁被迫退赛。1952年，比基尼选美被禁，改为晚礼服。争论的结果是，比基尼被世界各地许多其他的选美比赛明令禁止。尽管有些人把比基尼和选美比赛视为妇女的自由，但她们遭到一些女权主义者的反对，更有宗教和文化团体反对女性暴露身体。
比基尼受到法国大西洋海岸线、西班牙、意大利、葡萄牙和澳大利亚的禁止，不被美国多个州鼓励。《美国电影制作守则》，也被称为《海斯法典》（Hays Code），从1934年开始实施，允许穿两件式礼服，但禁止好莱坞电影展示肚脐。全国道德联盟中的一名罗马天主教卫兵中断了美国的媒体内容，亦迫使好莱坞和外国电影制片人确保比基尼能出现在好莱坞电影里。晚到1959年，美国最知名的泳装设计师安妮·科尔表示，“它不能超越G弦裤，只是有个体面的刀锋边缘。”与其他禁令共同限制女性露脐的《海斯法典》于20世纪60年代中期被废止。全国道德联盟的影响力到20世纪60年代被削弱。

### 走红
1. 米歇莲·贝尔纳迪尼首次展示比基尼
2. 《黄色圆点比基尼娃娃》
3. 安妮特·弗尼切洛（英语：Annette_Funicello）和《海滩派对》
4. 邦女郎比基尼（英语：White bikini of Ursula Andress）
5. 《体育画报》首期泳装特辑
6. 拉奎尔·惠勒在《公元前一万年》中的皮毛比基尼（英语：Fur bikini of Raquel Welch）
7. 菲比·凯茨在《雷奇蒙德中学的时光》中的比基尼
8. 《星球大战VI：绝地归来》中莱娅公主的金比基尼（英语：Princess Leia's bikini）
9. 奥运会女子沙滩排球运动会官方服装
10. 1997年美国小姐竞选首次出现比基尼

大西洋两岸当红女演员和模特共同魅力点的日益增加，大大帮助了比基尼进入主流文化。20世纪50年代，艾娃·加德纳、丽塔·海华丝、拉娜·特纳、伊丽莎白·泰勒、蒂娜·路易斯、玛丽莲·梦露、伊斯特·威廉姆斯和贝蒂·格拉布尔等好莱坞明星发挥与比基尼有关的淫秽宣传的优势，把海沃思和威廉姆斯穿着比基尼的照片印在名人海报中，尤其是在美国广泛发行的海报中。1950年，艾尔薇拉·帕加穿着金色比基尼参加巴西里约狂欢节，开启了狂欢节的比基尼传统。
在欧洲，17岁的碧姬·芭铎在法国电影穿着布料很少的比基尼（当代的标准）。影片于1953年3月在法国宣传并上映，人们更关注的是芭铎的比基尼，而不是电影本身。而芭铎也在1953年戛纳电影节期间被拍到在沙滩上穿比基尼。芭铎与丈夫兼经纪人罗杰·瓦蒂姆（Roger Vadim）共事，她在法国南部海滨每一个海滩上穿着比基尼的照片都让她获得显著的瞩目。
安妮塔·艾格宝和索菲亚·罗兰等人也有过类似的照片。《卫报》表示，芭铎的照片特别地将圣特罗佩转变为世界海滩装之都，芭铎也被标榜为戛纳的出水芙蓉。芭铎的照片有助于提升电影节的公众形象，戛纳在她的职业生涯里头发挥了至关重要的作用。
布莱恩·海兰的新题材歌曲《黄色圆点比基尼娃娃》于1960年夏季在《告示牌》雜誌的榜單上独占鳌头。歌曲讲述了一位在沙滩上穿着比基尼的女生感到很害羞，认为比基尼太有伤风化。《花花公子》杂志于1962年首次刊登比基尼封面，《体育画报泳装特辑》也在两年后刊登了穿着白色比基尼的巴贝特·马奇的封面。
1962年英国007电影《诺博士》中饰演亨妮·莱德尔（Honey Rider）的乌苏拉·安德斯所穿的白色比基尼，被称为“诺博士比基尼”，成为史上最著名的比基尼和电影、时装史上的标志性时刻。安德斯表示她把自己的职业生涯归功于白色比基尼，说道：“比基尼把我带向成功。身为主演《诺博士》的首位邦女郎，我被赋予挑选后来的角色的自由，在经济上独立起来。”

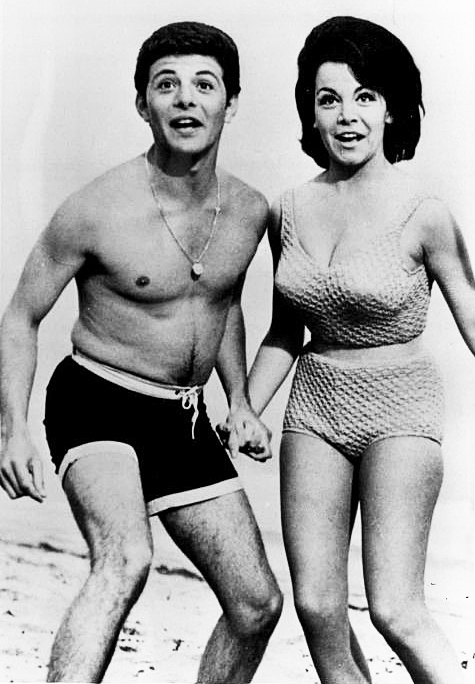
弗兰基·艾瓦隆和安妮特·弗尼切洛的电影《海滩派对》宣传照。弗尼切洛不被允许露脐

比基尼最终流行起来，到1963年，由安妮特·弗尼切洛和弗兰基·艾瓦隆主演的电影《海滩派对》（Beach Party）引领了电影狂潮，比基尼成为流行文化象征，尽管尼切洛被禁止穿着与电影中的其他年轻女性不一样的比基尼。1965年，一名女性告诉《时代》杂志，不穿比基尼几乎没有了空间，杂志还写道，两年后“65%的年轻人已经转变观念。”电影《大洪荒》（One Million Years B.C.，1966）中拉奎尔·韦尔奇的鹿皮比基尼，被标榜为“人类历史上首个比基尼”，后来被形容为“20世纪60年代的典型范例”。她的角色穿着的皮革比基尼让韦尔奇变成时尚标志，而她的比基尼照片成为了最畅销的性感女郎海报。
弹性尼龙比基尼内裤和胸罩与20世纪60年代的青少年精品时装互相补充，让后者最小化。杜邦公司在同一年代推出的莱卡（公司叫做氨纶）。氨纶这一新颖面料的扩张范围让设计师把服装做成没有厚重里衬的第二层皮肤。“莱卡的出现让更多女性穿比基尼”，《比基尼圣书》作者、前模特凯利·吉罗仁·本西蒙写道，它不留挂，不带包袱，隐蔽且暴露，与内衣不太像。”日益受依赖的弹力面料导致工序被简化。它让设计者创造出绳式比基尼，允许鲁德·格伦雷奇做无上装比基尼，将泳衣面料替代为70年代初浮现的天鹅绒、皮革和钩针编织方布。

### 广泛接受

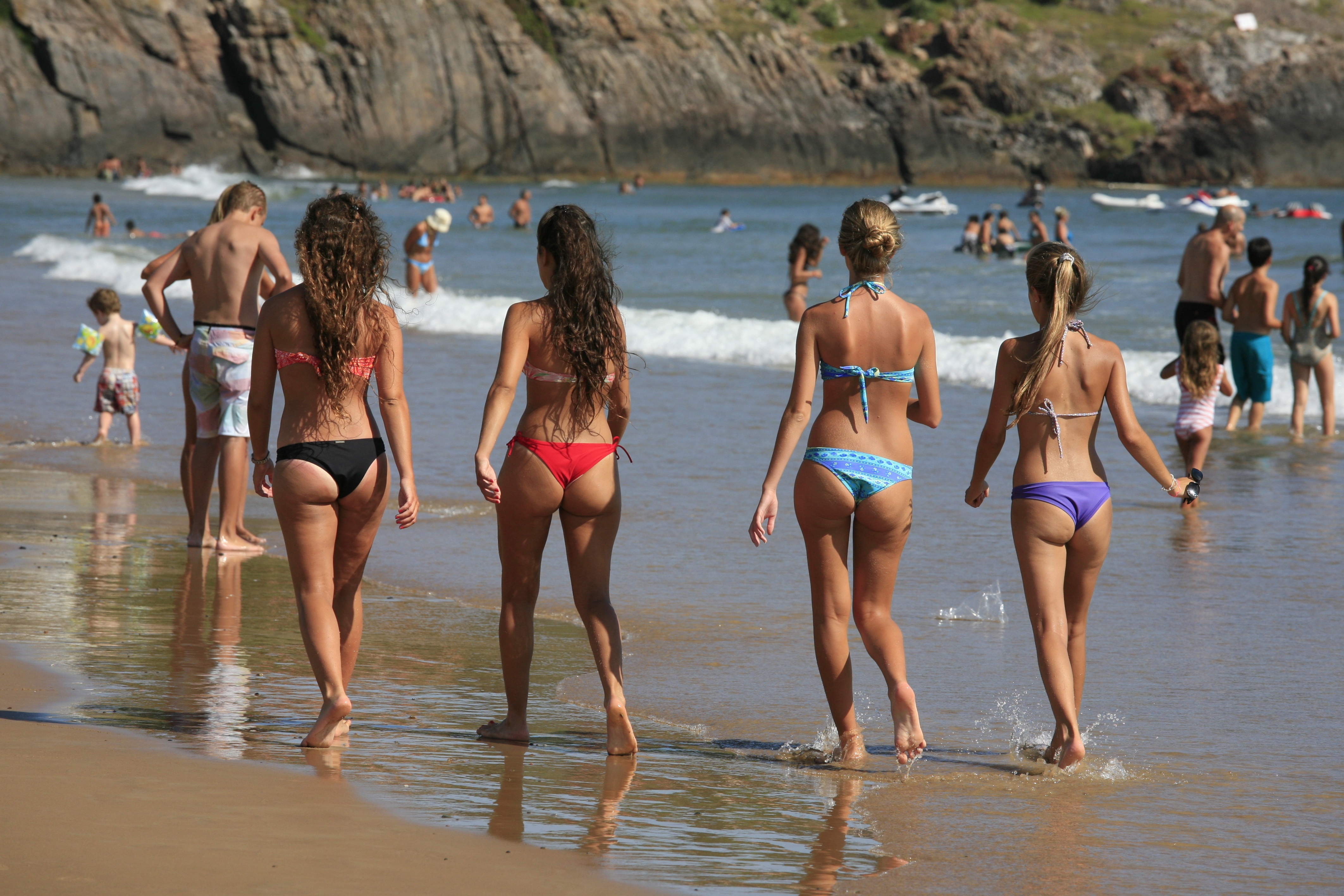
到了1988年，比基尼占据泳装销量的20%，但85%的比基尼没有碰过水。

1988年是雷德去世后的第四年，他的公司被收购。到了20世纪末，比基尼已经成为全球范围内最流行的泳装。法国时装历史学家奥利维·塞拉德先生表示这是“女性的力量导致的，而不是时装的力量。”他解释道，“泳衣的解放总是跟妇女的解放有关”，但一项调查表明85%的比基尼没有碰过水。到1988年，比基尼占据泳装销量的20%，超越其他美国款式，尽管20世纪80年代到90年初，一件式泳装卷土重来。
1997年，马里兰州小姐杰米·福克斯成为50年来首位以两件式泳衣参加美国小姐竞选的选手。《纽约时报》的吉娜·贝拉方特表示，《碧海娇娃》和《霹雳娇娃：全速进攻》等动作片女演员的两件式“等同于千年来的权利套装”。
纽约大都会艺术博物馆时装学院副研究员贝斯·丁库夫·查尔斯顿表示，“比基尼是身体意识、道德问题以及性观念等社会意识的飞越。”消费者和零售信息公司NDP集团表示，到了21世纪初，比基尼已经成为每年利润达8.11亿美元的业务，并带动了比基尼脱毛和日光浴等附属业务产业的发展。

### 传播海外

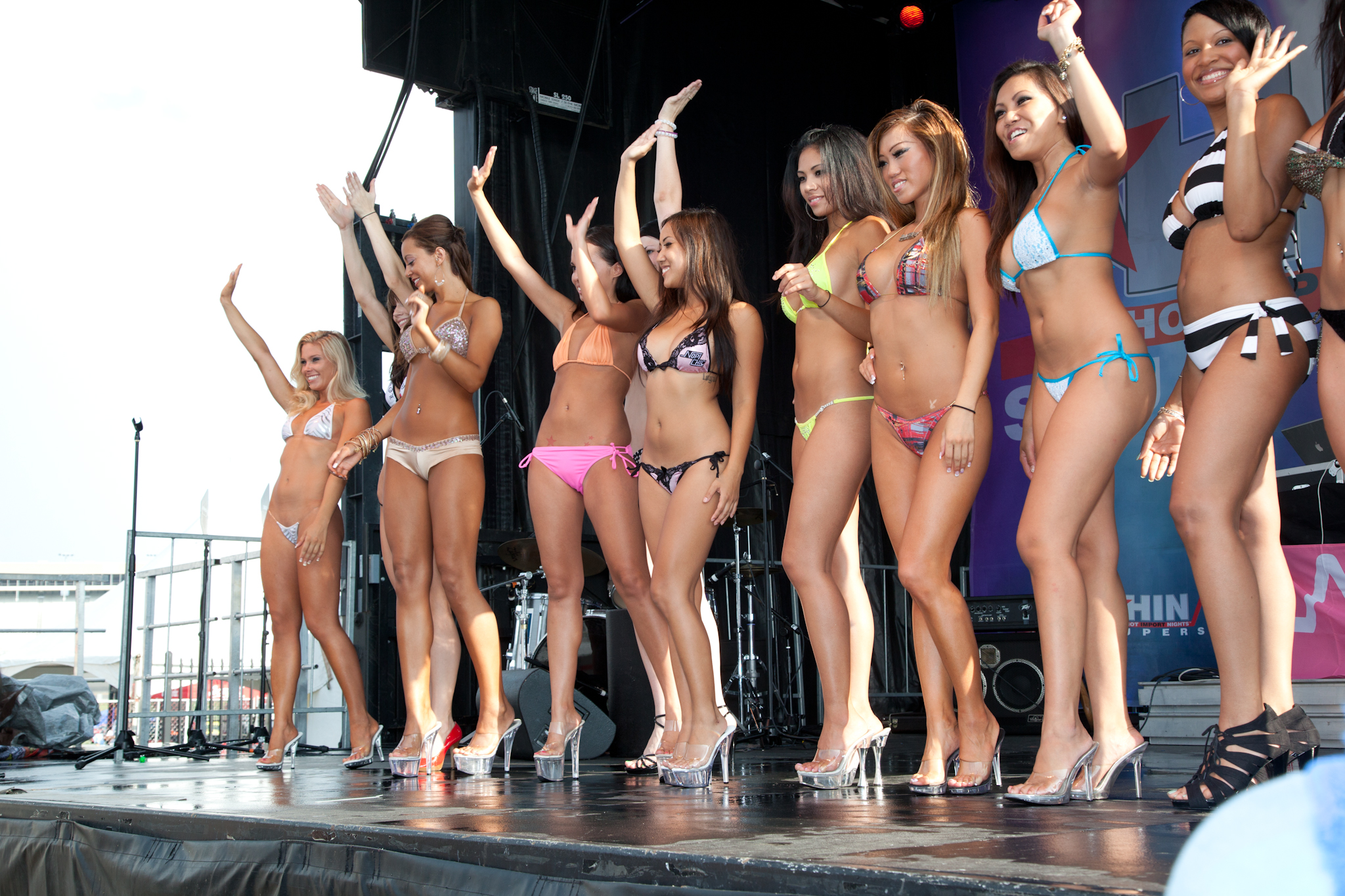
美国比基尼舞台秀

1967年宝莱坞电影《巴黎之夜》让女演员莎米拉·泰戈成为首位穿着比基尼的印度女性。她还为亮光纸杂志《电影福利》（Filmfare）拍摄比基尼照片。这种服装震惊了保守的印度观众，但创下的电影界趋势被《潘纳·哈拉》（1973）和《夸巴尼》（1980）中的季娜·阿曼、《鲍比》（1973）中的迪宝·卡巴迪亚和《Yeh Nazdeekiyan》（1982）的帕尔文·巴比发扬光大。
印度女性在海外度假或不带家人在果阿度假时会穿比基尼。整个夏季经常在公共场所游泳，许多坦基尼、短裤和单件泳衣销量很好。比基尼在蜜月季的冬天销量最好。
到2010年，中国比基尼行业成为巴西比基尼行业的国际性威胁。辽宁省葫芦岛市于2012年举办了创下世界纪录的比基尼游行，1085名参与者拍摄一张有3090名女性参与的照片。
中东大部分地区不仅禁止穿比基尼，对此还极具争议。1966年、1973年黎巴嫩杂志《Ash-Shabaka》在封面上印刷的比基尼女郎让他们做了第二个只能露出模特脸部的版本。2011年地球小姐胡达·纳卡彻为伊斯兰杂志《丁香花》（Lilac）拍摄的封面照片被公布，成为阿拉伯杂志首个阿拉伯比基尼女郎封面。

## 款式

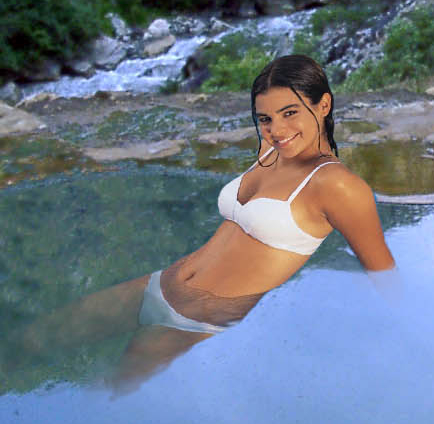
一名穿着比基尼的女性

尽管“比基尼”一词最初仅指露脐的沙滩装，但今日时尚界认为任何的两件式泳衣都是比基尼。现代比基尼服饰有着简单、设计简约的特点：两片三角形布料覆盖着女性上身的乳房，下身的两片三角形布料则覆盖着前方的鼠蹊部和后方的臀部。有的比基尼还会使用蕾丝等透视材料，可以略带神秘的展示着衣者的乳头、乳晕及下体，此款一经推出便受到不少女性的推崇。下身比基尼的尺码范围从骨盆全覆盖到暴露性的G弦裤和丁字裤。
比基尼几乎运用所有可能的服装材料、织物及其他面料是一大基本要素。现代比基尼起初由棉和泽西布制成。20世纪60年代杜邦公司引入莱卡彻底改变了比基尼的设计和穿着，如同《比基尼圣书》作者、前模特凯利·吉罗仁·本西蒙所写的那样，“莱卡的出现让更多女性穿比基尼，它不留挂，不带包袱，隐蔽且暴露，与内衣不太像。“泳衣面料替代为70年代初浮现的天鹅绒、皮革和钩针编织方布。
在1985年的一场时装展中，带裁剪背心的两件式泳衣代替了轻薄的莱卡，类似于上身全包围、带吊带、褶皱、深深的露脐和裸露开口的比基尼。金属和石头珠宝作品如今经常用于按照用户的喜欢打扮外观和风格。为了满足快节奏的需求，一些厂商现在仅需七分钟就能完成制作到运送比基尼的过程。世界上最昂贵的比基尼由苏珊·罗森于2006年2月设计，含有150克拉（30克）钻石，估值20亿英镑。

### 主要款式
比基尼款式已发展到许多暴露得多或少的款式，如细带比基尼、上空比基尼（monokini，上空或连体）、三件式比基尼（tankini，三点式）、吊带比基尼（camikini，上身吊带背心，下身比基尼）、无肩带比基尼（bandeaukini，上身无肩带胸罩，下身比基尼），裙比基尼（skirtini，上身比基尼，下身裙）、老人比基尼（granny bikini，上身比基尼，下身男性短裤）、高腰比基尼（hikini，也称）、透明比基尼、迷你比基尼、微型比基尼、吊带比基尼（slingshot，亦称）、丁字裤、（细带比基尼总称）和泪珠型比基尼。
| 种类         | 图片     | 年份 | 描述 |
| ------------ | -------- | ---- | --- |
| 无肩带比基尼 | noborder | —    | 无肩带比基尼（英語：string bikini）指任何上身为无肩带胸罩的比基尼。它在年轻女性群体中的吸引力快速增长，饰边无肩带胸罩作为经典比基尼来销售。有时该设计也被称为和。 |
| 微型比基尼   | noborder | 1995 | 微型比基尼（英語：seekini）指一种极其少布的比基尼。男款采用只采用足够的布料遮蔽生殖器，女款另有布料遮蔽乳头。额外的吊带仅用于保持衣服紧贴人类。微型比基尼的一些变种采用了粘合剂或是用线保证布料盖住生殖器。微型比基尼的使用者只需要遵守道德法律，填补了裸体主义和泳衣保守派间的生态位。 |
| 上空比基尼   | noborder | 1964 | 上空比基尼（英語：minikinis）指任何无上装的一件式比基尼。极端版本的上空比基尼是一种丁字裤式比基尼（暴露阴部），由鲁迪·格伦纳奇在1985年设计。 |
| 裙比基尼     | noborder | —    | 裙比基尼（英語：microkini）的特点是上身比基尼，下身是一条小裙子，是比基尼一种更为保险的创新。带裙摆的两件式泳衣在美国甚是流行，直至1943年政府下令女性泳衣的用料减少10%作为战时配给。2011年《每日电讯报》将裙比基尼认定为当季前十位的泳衣设计。 |
| 吊带比基尼   | noborder | —    | 吊带比基尼（英語：teardrops）是一种完整的套装，从技术上讲是一件式，底部比基尼带有的侧吊带向上延伸以遮蔽乳房，绕过肩头或环绕脖颈，而第二组吊带则绕过腹部（亦称椒盐饼比基尼或椒盐卷饼泳衣）。吊带比基尼出现在20世纪90年代初，1994年引入主流文化。其男款称为男性比基尼（英語：bandeaukini），由沙查·巴隆·科恩在电影《波拉特》中推广。                                                                                   |
| 细带比基尼   |          | 1974 | 细带比基尼（英語：microkini）因它的设计而得名。两块三角形布料在腹股沟连结而不是在细两侧。公关代理格伦·托雷里奇和他的妻子、时装模特布兰迪·佩雷-杜乔1974年在路易斯安那州新奥尔良法国区的天骄购物中心（法語：Le Petite Centre）的开业庆典上，首次展示了细带比基尼。细带比基尼成为最流行的比基尼款式之一。 |
| 坦基尼       | noborder | 1998 | 坦基尼（英語：tankini）是上身背心和下身比基尼的结合。坦基尼由氨纶混棉或莱卡混尼龙制造。美国泳装大亨，设计师安妮·科尔在1998年开创了这一款式。其变种camkini采用了代替下身比基尼的水槽带。 |
| 三点式比基尼 | noborder | 1967 | 三点式比基尼（英語：trikini）于1967年首次出现，其定义为“一块手帕和两个小碟子”。三点式比基尼于90年代重现时，下身比基尼带缠绳，两块三角形布料遮蔽乳房，但在20世纪初时变成了三个独立的部分。上身的比基尼基本上是两个独立的部分。名称“trikini”由词汇“bikini”中的意为“二”的前缀“bi-”改为意为“三”的前缀“tri-”构成。泳衣以三件装出售。其变种为无肩带比基尼或无绑带比基尼，通常由胸贴和下身的丁字裤比基尼构成。 |
| 眼帶比基尼   |          | —    | 眼帶比基尼指用2片四角形布料遮蔽乳房・乳頭，僅以細帶固定2片布料的上半身泳衣。 |

## 体育领域
比基尼已成为宣传众多女性体育项目的重要工具，是沙滩排球的正式服装，被广泛用于田径等项目。运动比基尼在20世纪90年代普及。然而这一趋势引发出卖性欲的批评。女性游泳运动员一般不会在激烈的游泳比赛中穿着比基尼。国际游泳联合会于1960年的罗马会议上投票决定禁止女性游泳运动员穿着比基尼参加比赛。

### 沙滩排球

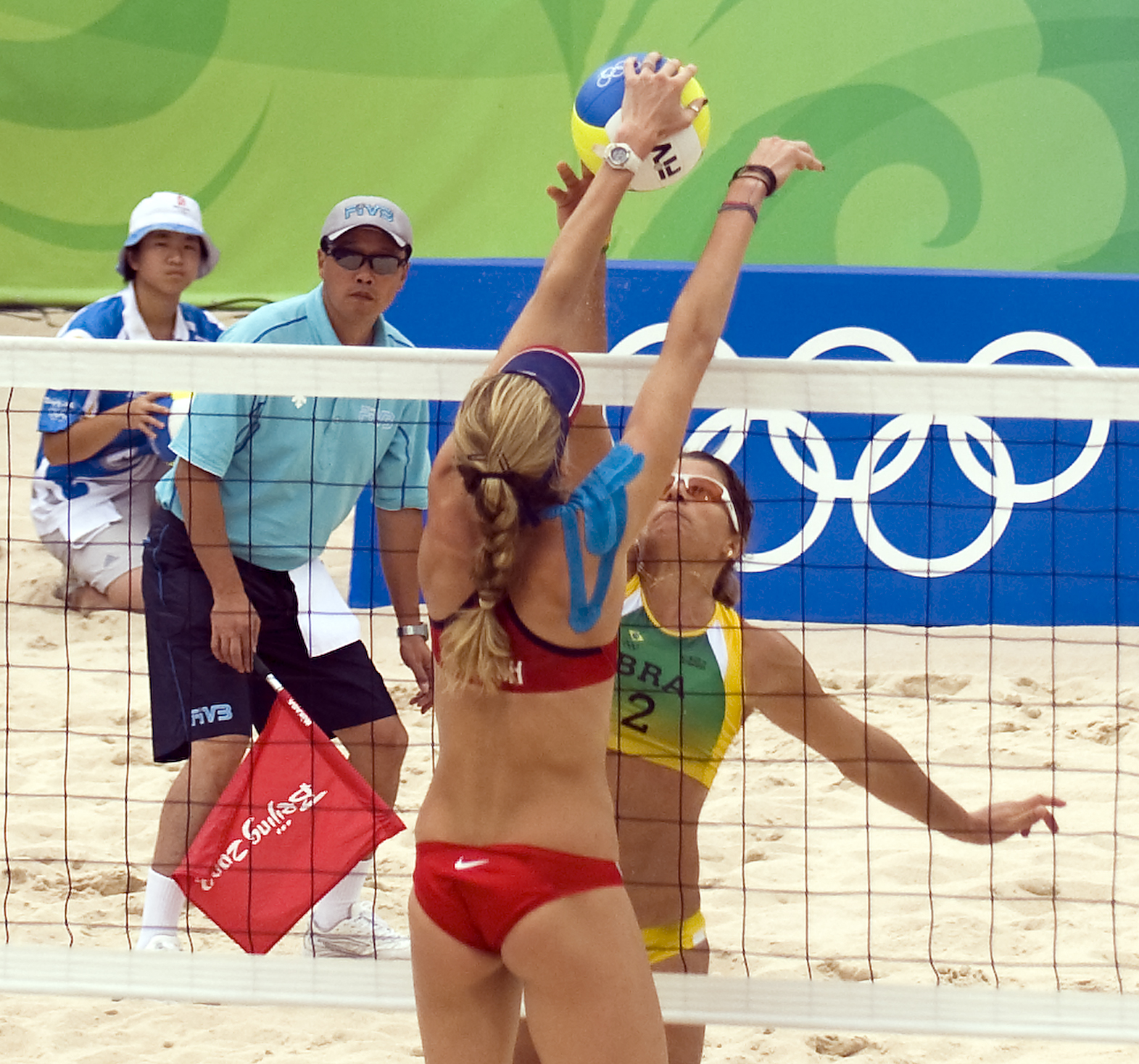
2008年北京奥运会女子沙滩排球半决赛上的克丽·沃尔什（美国队）和拉里萨·弗兰卡（巴西队）

1994年，比基尼成为了奥运会女子沙滩排球比赛的正式服装。1999年，国际排球联合会制定沙滩排球服装标准，比基尼成为女选手的必备服装。规定要求下身必须包裹臀部，选手名称写在下身背部。
2000年悉尼奥运会期间，该服装首次在悉尼的邦代海灘亮相，引来了一些批评，使得沙滩排球成为当年收视观众第五高的奥运项目。大多人对穿比基尼的选手的性感和她们的运动能力感兴趣。比基尼舞者和拉拉队员在许多包括奥运会在内的沙滩排球赛事的休息时间会出场娱乐观众。甚至连室内排球的服装也跟着该服装变得更小更紧。
然而，国际排联批准使用比基尼引来了问题。有些体育官员认为这种服装在寒冷的天气中有剥削性且不切实际。这也引起了一些运动员的愤怒。在2006年多哈亚运会上，拒绝穿着比基尼的伊朗队仅派出一支队伍参加沙滩排球比赛。而2012年伦敦奥运会晚间比赛时的天气过于寒冷，球员们有时得穿衬衫和紧身裤。早在2012年，国际排联宣布允许在比赛中穿短裤（最大程度为膝盖上方3 cm（1.2英寸））和有袖衫。排联发言人理查德·贝克表示，“许多国家的宗教和文化需求让服装需要变得更灵活。”
比基尼仍然是许多运动员和企业赞助商的首选。选手纳塔莉·库克和霍莉·麦克帕克支持比基尼作为实用制服。奥运金牌得主克丽·沃尔什表示“我愛我们的制服”，而她的同乡、金牌得主米斯蒂·梅-特蕾纳也认为比基尼不限制活动。
一名女权主义者认为比基尼服装成为女性运动会的客体。美国沙滩排球运动员加布里埃尔·里斯称穿下身比基尼不舒服，需要经常“猛拉和摆弄”。许多女排运动员都患过腹肌过度用力症，而其他人接受过隆胸术的则引起对她们的制服的关注。澳大利亚选手妮可·桑德森在中场休息表演时表示“制服是对女选手的不尊重。我敢肯定男性观众很爱看，但我觉得有点反感。”
体育新闻专家金伯利·比斯尔博士进行了一项2004年夏季奥运会沙滩排球比赛中所用到的镜头角度的研究。他发现，20%的摄影角度都集中在女性的胸部，17%集中在她们的屁股处。体育评论员珍妮·穆斯评论道：“沙滩排球现在加入了走过场的女舞者，也许只有两个职业项目需要比基尼作为制服。”英国奥运选手丹尼斯·约翰认为，统一制服的目的是为了“性感”，引发关注。国际排联主席鲁本·阿科斯塔认为制服让比赛更吸引观众。

### 健美
20世纪50年代到70年代，男性比赛模式经常辅以女性的选美比赛和比基尼展示。冠军赢得的头衔包括健美小姐、体能小姐和美洲小姐，还会获赠男性比赛胜者的奖杯。20世纪80年代，健美奥运会在美国开展，而英国的全国业余健美协会（NABBA）则将国际比基尼小姐更名为环球小姐。1986年环球小姐比赛分成“体格”（更健美的体魄）和“形象”（传统的女性高跟鞋展示）。2010年，国际健美健身联合会（IFBBF）为了将自己的肌肉锻炼成参加比赛身材水平的女性，设立了女性比基尼大赛。
监管不力让男性和女性的比基尼内裤经常被冒用。在美国，女健美运动员被禁止穿着丁字裤或丁字裤泳衣参与电影拍摄或电视节目录制，但他们允许在不公开的健美组织比赛中这样做。而男性的着装规定为“只能是泳裤（不能穿短裤、紧身泳裤和中裤）。

### 其他项目
女性在田径中所穿比基尼的大小一般与沙滩排球中的相同。美国跳高运动员艾米·阿克夫在2000年悉尼奥运会以黑色皮革比基尼代替运动服。1988年汉城奥运会跑步选手佛罗伦萨·格里菲斯-乔伊娜穿着下部只有一条裤腿的比基尼，这让她获得超过在女子200米中的破纪录表现的关注度。在2007年南太平洋运动会上，规则调整为运动员可以穿暴露得少的短裤和裁剪运动上衣，代替比基尼。在2006年西亚运动会上，主办方禁止女运动员穿比基尼，要求她们穿长裤。
细带比基尼和其他暴露服装在冲浪中很普遍，但大多数冲浪用比基尼比日光浴比基尼更强劲，遮蔽也更多。《冲浪杂志》在1981年3月号上刊登了《花花公子》女郎凯姆伯利·赫林穿着暴露的比基尼冲浪的图片，最终使得该杂志启动了一年一度的比基尼特刊。职业冲浪联合会经常组织在比基尼选美比赛中组织女性参加冲浪，把女性职业冲浪群体分成两部分。人们赢得比基尼比赛比女性冲浪比赛更有利可图。

## 比基尼身材

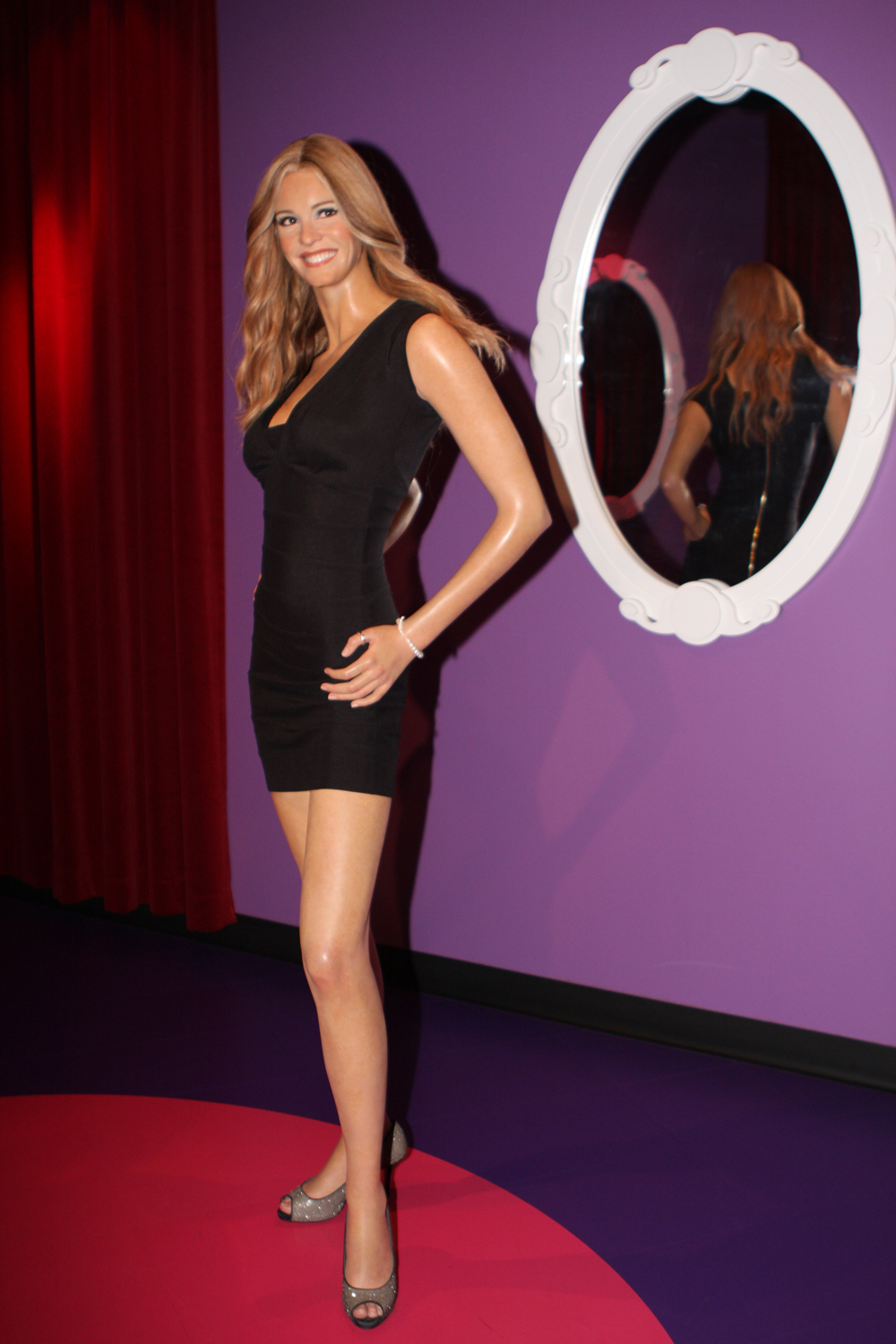
六次担任《运动画刊泳装特辑》封面模特的埃里·麦克弗森的蜡像。她被《时代》杂志标榜为“完美身材”，集中反映了理想的比基尼身材

1950年，加州科尔老板、美国泳装大亨弗雷德·科尔告诉《时代》杂志，比基尼转为“身材矮小的高卢女性设计”，因为“法国女性的腿有点短......泳衣的两边已经往上提，让她们的腿看起来更长。1961年《纽约时报》报道认为“不太胖也不太瘦”的人才適合穿比基尼。20世纪60年代礼仪作家艾蜜丽·普斯特认为“比基尼仅適合身材完美和非常年輕的人”。在凯利·吉罗仁·本西蒙的《比基尼圣书》中，泳衣设计师诺玛·卡马丽表示，“任何有肚腩”的人都不应该穿比基尼。自那时起，包括玛丽亚·米斯在内的许多比基尼设计师鼓励所有年龄和各种体型的妇女尝试比基尼。20世纪70年代瘦小的女性理想体格和彻丽·铁格斯式的体型开始风行。而铁格斯的身材在21世纪仍然风行。
20世纪80年代的健身热潮引发比基尼演变史上最大的飞跃之一。米尔斯表示，腿部剪裁变得超级高，前部变得超级低，肩带变得超级细。女性杂志用“比基尼肚皮”一词来形容，陆续启动的锻炼项目开发出“比基尼式身体”。為了迎合了这种完美身躯的理想观念，由莱卡制成的超小“健美比基尼”上市了。《碧海娇娃》和《冲浪女孩》等电视真人秀节目結合了比基尼模特和运动員的概念，进一步加強了健美身型的理念。
由《每日邮报》、《今日》节目和嘲讽杂志发表的英国快递公司一项调查表明女性到47岁就要停止穿比基尼。每年的春假庆祝活动，标志着北美比基尼季的开始，引起许多人因受比基尼理想身材的过度宣传而饮食失调。
1993年，《国际先驱论坛报》编辑苏茜·门克斯建议女性应该“反抗”“理想身材”和比基尼“暴露”。她写道，“值得注意的是，在海滩，在街上，许多年轻漂亮的女性（過去唯一敢暴露的群體）似乎決定不暴露了。”然而，职业沙滩排球运动员加布里埃尔·里斯喜欢穿比基尼比赛，认为“有信心”能创造出比基尼的性感热潮。

## 比基尼内衣

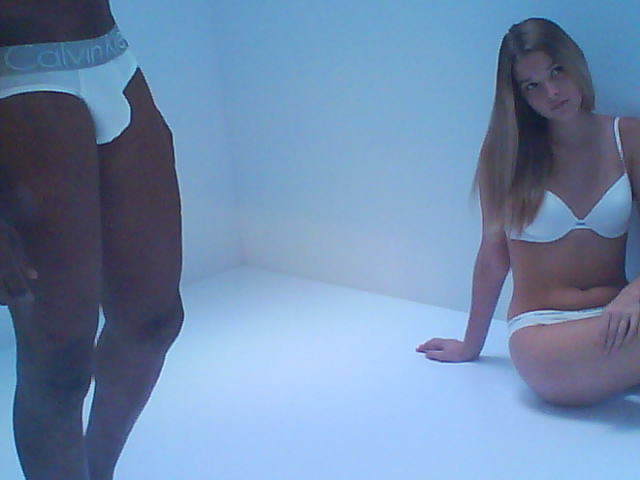
比基尼内衣

某些类型的男女内衣因大小和内裤的形状与比基尼泳衣相似，被标榜为比基尼内衣。对于女性来说，比基尼内衣指任何实质上的内衣，中部提供的遮蔽比传统内衣、女式内裤或男式内裤要小。对于男性而言，比基尼是一种男性三角裤更小更暴露的内衣。比基尼内裤两侧可以高，可以低，但通常比真正的腰围要低，往往位于腿部，一般没有阴囊袋或遮布，裤脚在大腿顶部。弦式比基尼三角裤有前后裆布，但没有裤腰带，两侧没有裤脚。
泳衣和内衣一直有贴身的设计，但两者的主要区别在于泳衣占据了内衣的公众视野。泳衣一直看齐内衣的造型，几乎在同一时间朝着比基尼的态度开始转变，内衣进行了朝着最小化的重新设计，无骨设计强调首要的舒适性。

### 历史
伴随着泳衣的不断发展，内衣开始做出改变。20世纪初至40年代间，泳衣长度随着内衣设计改变。20世纪20年代的妇女开始丢弃紧身胸衣，而巴黎的卡多尔（Cadole）公司开始研发“乳房带”（breast girdle）。大萧条时期的内裤和胸罩构造变得更轻，由各种弹性纱线制成，使得内衣感觉像第二层皮肤。20世纪30年代的男女内衣款式受全新的欧洲泳装内衣模特影响。尽管肚脐上方仍有裤腰，但内裤的裤腿被切割成从裆部到髋关节的圆弧状。三角内裤曾是日后各种内裤演变的模版。华纳于1935年将罩杯概念标准化。第一款钢圈胸罩于1938年开发。自上世纪30年代起，一种全新的紧身男性内裤被引入，其裤腿非常高，最低处在裤腰上。霍华德·休斯设计了珍·罗素在1943年电影《不法之徒》中穿着的聚拢胸罩。1950年，Maidenform推出了第一款正式的乳沟加强版胸罩。
到了20世纪60年代，比基尼泳衣影响到内裤的款式，此时恰逢短牛仔裤和裤子崛起。70年代，紧身牛仔裤出现，丁字内裤成为主流，后部的开放性弦线淘汰了所有后部和腿部的内裤线条。80年代，法国式切割内裤设计将裤腰推升至自然的腰围，裤腿非常高（法式切割内裤高至腰部，裤腿很高，后部很宽）。连同胸罩与其他内衣款式，制造商在20世纪最后一季销售以展示性魅力的内裤款式为主。这一年代男性身体的性欲和色情性提升。男性身体因被卡尔文·克雷恩等品牌，尤其是摄影师布鲁斯·韦伯和赫伯·瑞茨用作广告宣传而知名。逐渐地，泳衣从分量非常大的羊毛演变成高科技的紧身内衣，最终与运动服、内衣和健身内衣杂交，引发上世纪90年代的时装互换。

## 男性比基尼

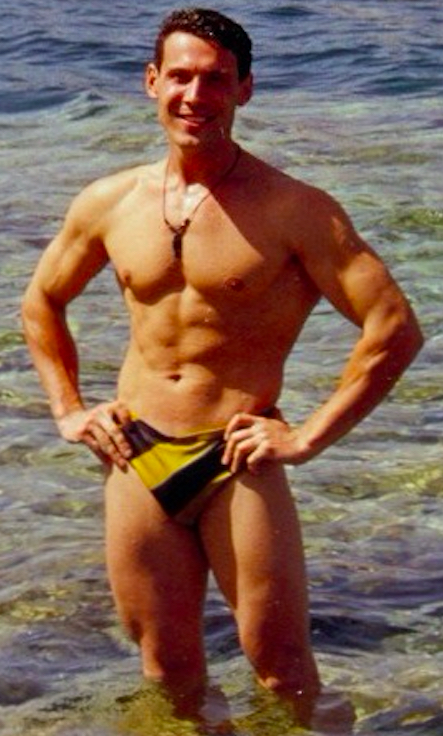
男性比基尼

“男性比基尼”一词指一种男式内衣。男性比基尼的侧边有高有低，或细带或宽边。大多数款式缺少纽扣或前襟。与三角裤不同的是，比基尼的设计不用考虑减少阻力，一般缺少可见的裤腰。服装臀部宽度小于1.5英寸，但在运动装、休闲装、时尚装和日光浴装中不常见。健美选手标准三角裤就是这种款式的例子。男朋克摇滚歌手在舞台上表演时曾穿着女性的比基尼内裤。2000年宝莱坞电影《诱惑的陷阱》展示出了男子穿比基尼做日光浴，在远处被误认为女生的情景。
乔治·阿玛尼、杜嘉班纳和保罗·史密斯展示的男装泳衣藏品往往是20世纪30、40年代设计的返祖。范思哲有广告英雄般的描写了迈阿密泳客。希腊设计师Nikos Apostolopoulos把他的泳衣（双性，但重点为男性）打造成解剖学创造，剪裁和缝合都勾勒出身体线条。男性比基尼的上衣是视觉上的冷笑话，但也有带上衣的。男性比基尼是一种由男性穿着的弦式泳衣，该词受到单词“bikini”的启发，因沙查·巴隆·科恩在电影《波拉特》中穿着而普及。

## 比基尼脱毛
比基尼脱毛指脱掉比基尼区域以外的阴毛。比基尼线条反映出一般被比基尼下装遮蔽的女性隐私部位。在脱毛的语境中，比基尼脱毛一般被理解成脱掉任何超出泳装裤裆边界而被人见到的阴毛。伴随着一定款式的女性泳衣，裤裆区周围的阴毛可能会被看到。露阴毛在文化上并不受到广泛赞同，被认为是让人尴尬的，经常要被去除。自1945年问世以来，泳衣的尺码不断减小，比基尼脱毛的做法已成气候。
阴毛可以修饰成几个基本款式。这些款式与比基尼外部可见皮肤面积密切相关。巴西式伴随着丁字裤的崛起流行。三大主要款式有“美国式脱毛”（也被称为“三角式”，去除侧边、大腿顶部、肚脐下的阴毛以组成一个三角形，使得阴毛不从比基尼外边露出）、“法国式脱毛”（也被称为“跑道式”或局部巴西式，在前部留下一条垂直带，有时会把肛门周围和阴唇的阴毛去掉）和“巴西式脱毛”（又称“好莱坞式”或“狮身人面像式”，去除骨盆区域、前部和后部的所有阴毛，有时会在阴阜留下一条很细的发带，特别适合丁字裤）。这些款式也许有不同的名称，如局部巴西式（跑道式）、“莫西干式”或全巴西式（好莱坞式）和全蒙蒂式。

## 比基尼日光浴

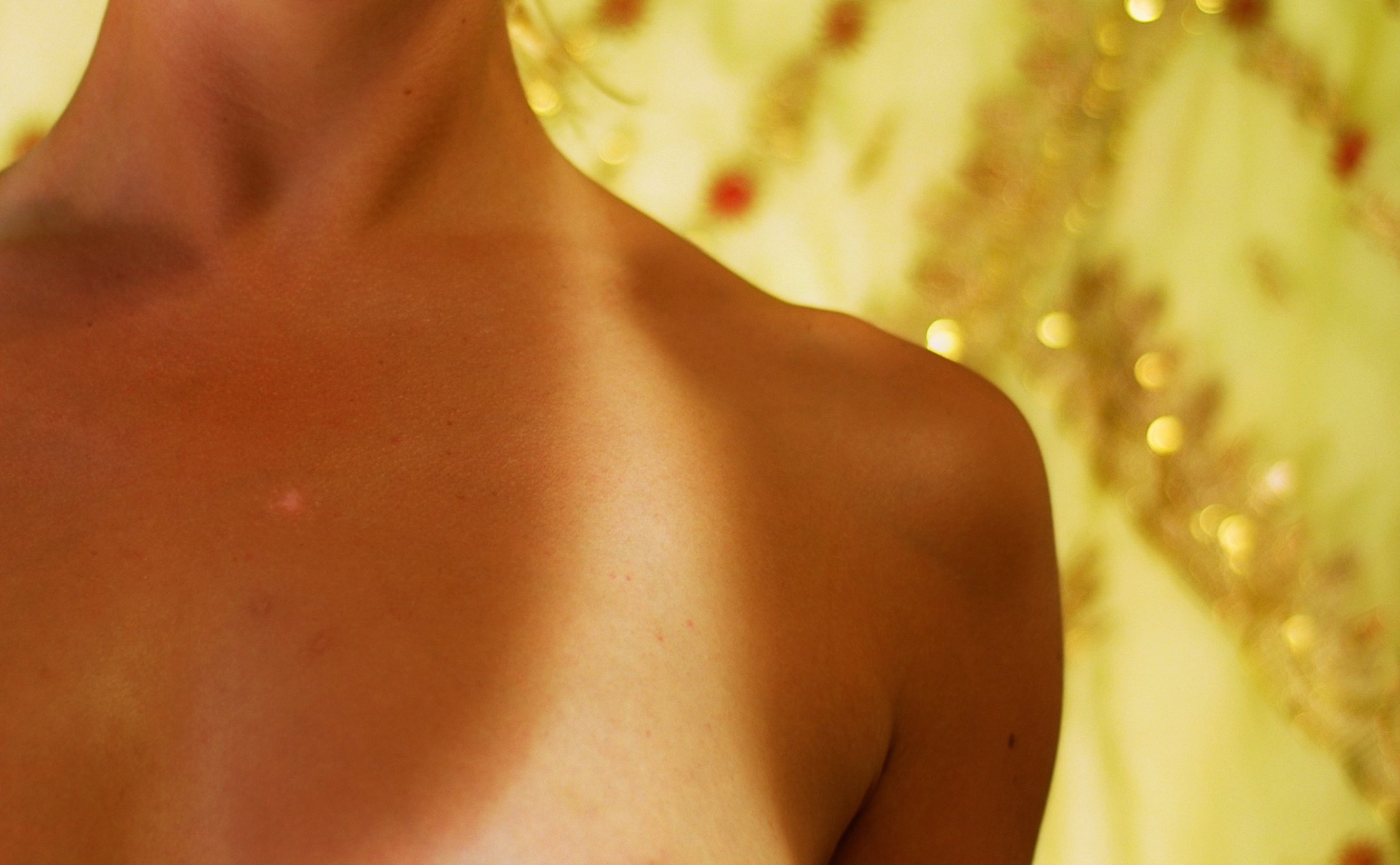
一名女性上胸處的比基尼曬痕

比基尼日光浴，即穿着比基尼並晒出其形狀的曬痕，曬痕會将苍白的胸部、胯部和臀部与其他晒得較黑的皮肤分隔开。日光浴泳衣於1969年发明，采用具有数千个肉眼几乎看不见的細孔的特殊布料，使阳光足以通过，可使曬痕不會产生。
由于比基尼日光浴使大部分人体暴露在有潜在威胁的紫外线辐射中，暴露过度会造成晒伤、皮肤癌以及其他影响皮肤、眼睛和免疫系统等急性和慢性疾病。因此医疗机构建议穿比基尼时需要使用广谱防晒霜，保护自己免受紫外线辐射的影响，防止晒伤、皮肤癌、皮肤起皱和松弛。然而，某些防晒霜的成分逐渐渗入皮肤可能会造成伤害。